# Lista de governadores de São Paulo
Esta lista de governantes do estado de São Paulo compreende todos os mandatários que governaram o território hoje chamado estado de São Paulo, desde os primórdios da colonização portuguesa até a atualidade. Durante o decorrer de sua história, São Paulo já foi governada por donatários, capitães-mor, presidentes de província, presidentes e intendentes, vindo até a atual denominação governador com a Constituição Estadual de 1935. O atual governador de São Paulo é Tarcísio Gomes de Freitas, tendo assumido o cargo em 1 de janeiro de 2023.
A subdivisão administrativa colonial que viria a se tornar a província e, depois, o estado de São Paulo, foi concedida pelo rei João III de Portugal ao fidalgo e explorador Martim Afonso de Sousa e aos seus descendentes por meio de dois documentos: uma carta foral e uma carta de doação. A primeira, que data do dia 6 de outubro de 1534, estabelece a quantidade de léguas da costa do Brasil que seria concedida ao donatário, e a segunda, datada do dia 20 de janeiro de 1535 delimita quais as fronteiras exatas da capitania. Dois anos antes disso, em 1532, o explorador tinha fundado a vila de São Vicente, primeiro assentamento português permanente no continente americano, que passou a ser sede da capitania e a ela logrou o nome. Durante esse primeiro período o governo, haja vista que os donatários nunca tenham residido na capitania, foi relegado a um capitão mor, que o exerceu de facto.
São Vicente permaneceu como sede da capitania até o dia 23 de março de 1681, quando essa foi deslocada à vila de São Paulo dos Campos de Piratininga, em 17 de abril de 1709 a capitania foi comprada pela coroa portuguesa e mudou de nome passando a ser chamada Capitania de São Paulo e Minas de Ouro, passando a ser governada por pessoas indicados pela metrópole, que levavam o título. Em 17 de setembro de 1720 a capitania de São Paulo é desmembrada para a formação da nova capitania de Minas Gerais. Em 7 de março de 1739 é desmembrada a parte mais meridional da capitania de São Paulo, criando-se a Capitania de Santa Catarina. Estas perdas provocam uma progressiva queda da importância da capitania de São Paulo. Em 9 de maio de 1748 mais territórios são desmembrados da capitania, formando as capitanias de Goiás e Mato Grosso. Por decisão da metrópole, a capitania foi extinta, passando a ser subordinada ao governo do Rio de Janeiro. Com a iniciativa do Morgado de Mateus, o rei D. José I restabelece, por ato oficial de 6 de janeiro de 1765, a Capitania de São Paulo. 
Em 1821, pouco mais de um ano antes da independência, a capitania de São Paulo foi convertida em província e passou a ser presidida por um presidente, indicado pelo governo central do Reino, e depois do Império, do Brasil no Rio de Janeiro. Com a Proclamação da República, em 1889, a província é convertida em estado, e os seus governantes passam, por meio da constituição estadual de 1890, a serem chamados de "governadores", termo que é revertido para presidente logo no ano seguinte, por meio da promulgação de uma nova constituição. O termo governador só passa a ser utilizado novamente a partir de 1935, com a promulgação de uma nova constituição, o que será mantido desde então.
| Nº | Nome | Imagem | Período (tempo em anos, meses e dias)                                                                             | Partido | Vice | Monarca/Eleição                                                                                                   | Ref. |
| Período Colonial | Período Colonial                                                                                                  | Período Colonial                                                                                                  | Período Colonial                                                                                                  | Período Colonial                                                                                                  | Período Colonial                                                                                                  | Período Colonial                                                                                                  | Período Colonial                                                                                                  |
| Donatários da Capitania de São Vicente (3 de outubro de 1534 a 17 de abril de 1709 - 174 anos, 6 meses e 14 dias)            | Donatários da Capitania de São Vicente (3 de outubro de 1534 a 17 de abril de 1709 - 174 anos, 6 meses e 14 dias) | Donatários da Capitania de São Vicente (3 de outubro de 1534 a 17 de abril de 1709 - 174 anos, 6 meses e 14 dias) | Donatários da Capitania de São Vicente (3 de outubro de 1534 a 17 de abril de 1709 - 174 anos, 6 meses e 14 dias) | Donatários da Capitania de São Vicente (3 de outubro de 1534 a 17 de abril de 1709 - 174 anos, 6 meses e 14 dias) | Donatários da Capitania de São Vicente (3 de outubro de 1534 a 17 de abril de 1709 - 174 anos, 6 meses e 14 dias) | Donatários da Capitania de São Vicente (3 de outubro de 1534 a 17 de abril de 1709 - 174 anos, 6 meses e 14 dias) | Donatários da Capitania de São Vicente (3 de outubro de 1534 a 17 de abril de 1709 - 174 anos, 6 meses e 14 dias) |
| --- | --- | --- | --- | --- | --- | --- | --- |
| 1 | Martim Afonso de Sousa Senhor do Alcontre Senhor do Prado                                                         | | 6 de outubro de 1534 — 21 de julho de 1564 (42 anos, 9 meses e 15 dias)                                           | — | — | João III | [ 10 ] [ 11 ] [ 12 ] [ 13 ]                                                                                       |
| 1 | Martim Afonso de Sousa Senhor do Alcontre Senhor do Prado                                                         | Sebastião I (reg.: Catarina, Rainha-Viúva)                                                                        | 6 de outubro de 1534 — 21 de julho de 1564 (42 anos, 9 meses e 15 dias)                                           | — | — | | [ 10 ] [ 11 ] [ 12 ] [ 13 ]                                                                                       |
| 1 | Martim Afonso de Sousa Senhor do Alcontre Senhor do Prado                                                         | Sebastião I (reg.: Henrique, Cardeal-Infante)                                                                     | 6 de outubro de 1534 — 21 de julho de 1564 (42 anos, 9 meses e 15 dias)                                           | — | — | | [ 10 ] [ 11 ] [ 12 ] [ 13 ]                                                                                       |
| 2 | Pero Lopes de Sousa Senhor do Alcoentre Senhor de Tabarro                                                         | | 21 de julho de 1564 — 4 de agosto de 1578 (14 anos e 14 dias)                                                     | — | — | [ 14 ] | |
| 2 | Pero Lopes de Sousa Senhor do Alcoentre Senhor de Tabarro                                                         | Sebastião I | 21 de julho de 1564 — 4 de agosto de 1578 (14 anos e 14 dias)                                                     | — | — | [ 14 ] | |
| 3 | Lopo de Sousa | | 4 de agosto de 1578 — c. 1610 (c. 22 anos)                                                                        | — | — | Henrique I | [ 15 ] |
| 3 | Lopo de Sousa | Filipe I | 4 de agosto de 1578 — c. 1610 (c. 22 anos)                                                                        | — | — | | [ 15 ] |
| 3 | Lopo de Sousa | Filipe II | 4 de agosto de 1578 — c. 1610 (c. 22 anos)                                                                        | — | — | | [ 15 ] |
| 4 | Mariana de Sousa Guerra Condessa de Vimieiro                                                                      | | c. 1610 — c. 1624 (c. 14 anos)                                                                                    | — | — | [ nota 1 ] [ 17 ]                                                                                                 | |
| 4 | Mariana de Sousa Guerra Condessa de Vimieiro                                                                      | Filipe III | c. 1610 — c. 1624 (c. 14 anos)                                                                                    | — | — | [ nota 1 ] [ 17 ]                                                                                                 | |
| 5 | Álvaro Pires de Castro e Sousa 1.º Marquês de Cascais 6.º Conde de Monsanto                                       | | c. 1624 — 11 de julho de 1674 (c. 50 anos)                                                                        | — | — | [ 18 ] | |
| 5 | Álvaro Pires de Castro e Sousa 1.º Marquês de Cascais 6.º Conde de Monsanto                                       | João IV | c. 1624 — 11 de julho de 1674 (c. 50 anos)                                                                        | — | — | [ 18 ] | |
| 5 | Álvaro Pires de Castro e Sousa 1.º Marquês de Cascais 6.º Conde de Monsanto                                       | Afonso VI (reg.: Luísa, Rainha-Viúva)                                                                             | c. 1624 — 11 de julho de 1674 (c. 50 anos)                                                                        | — | — | [ 18 ] | |
| 5 | Álvaro Pires de Castro e Sousa 1.º Marquês de Cascais 6.º Conde de Monsanto                                       | Afonso VI (reg.: Pedro, Duque da Beja)                                                                            | c. 1624 — 11 de julho de 1674 (c. 50 anos)                                                                        | — | — | [ 18 ] | |
| 7 | Luís Álvares de Castro 2.º Marquês de Cascais 7.º Conde de Monsanto                                               | | 11 de julho de 1674 — c. 1708 (c. 34 anos)                                                                        | — | — | [ 19 ] | |
| 7 | Luís Álvares de Castro 2.º Marquês de Cascais 7.º Conde de Monsanto                                               | Pedro II | 11 de julho de 1674 — c. 1708 (c. 34 anos)                                                                        | — | — | [ 19 ] | |
| 7 | Luís Álvares de Castro 2.º Marquês de Cascais 7.º Conde de Monsanto                                               | João V | 11 de julho de 1674 — c. 1708 (c. 34 anos)                                                                        | — | — | [ 19 ] | |
| Governadores da Capitania de São Paulo e Minas de Ouro (1710 a 1720 - c. 10 anos)                                            | | | | | | | |
| 1 | Antônio de Albuquerque Coelho de Carvalho                                                                         | | 18 de fevereiro de 1710 — 31 de agosto de 1713 (3 anos, 6 meses e 13 dias)                                        | — | — | João V | [ 20 ] [ 21 ] |
| 2 | Brás Baltasar da Silveira                                                                                         | | 31 de agosto de 1713 — 14 de setembro de 1717 (4 anos e 14 dias)                                                  | — | — | João V | [ 21 ] [ 22 ] |
| 3 | Pedro Miguel de Almeida Portugal e Vasconcelos                                                                    | | 14 de setembro de 1717 — 4 de setembro de 1721 (3 anos, 11 meses e 21 dias)                                       | — | — | João V | [ 21 ] [ 22 ] |
| Governadores da Capitania de São Paulo (Primeira Criação) (1720 a 1748 - c. 28 anos)                                         | | | | | | | |
| 4 | Rodrigo César de Meneses                                                                                          | | 5 de setembro de 1721 — 15 de agosto de 1727 (3 anos, 11 meses e 21 dias)                                         | — | — | João V | [ 23 ] [ 22 ] |
| 5 | Antonio da Silva Caldeira Pimentel                                                                                | | 15 de agosto de 1727 — 15 de agosto de 1732 (5 anos)                                                              | — | — | João V | [ 23 ] [ 22 ] |
| 6 | António Luís de Távora                                                                                            | | 15 de agosto de 1732 — 1 de dezembro de 1737 (5 anos, 3 meses e 16 dias)                                          | — | — | João V | [ 24 ] [ 22 ] |
| 7 | Gomes Freire de Almeida                                                                                           | | 1 de dezembro de 1737 — 12 de fevereiro de 1739 (1 ano, 2 meses e 11 dias)                                        | — | — | João V | [ 23 ] [ 22 ] |
| 8 | Luís de Mascarenhas                                                                                               | | 12 de fevereiro de 1739 — 9 de maio de 1748 (9 anos, 2 meses e 27 dias)                                           | — | — | João V | [ 23 ] [ 22 ] |
| 8 | Luís de Mascarenhas                                                                                               | João V (reg.: Mariana, Rainha)                                                                                    | 12 de fevereiro de 1739 — 9 de maio de 1748 (9 anos, 2 meses e 27 dias)                                           | — | — | | [ 23 ] [ 22 ] |
| Governadores da Capitania do Rio de Janeiro (9 de maio de 1748 a 27 de junho de 1763 - 15 anos, 1 mês e 18 dias)             | | | | | | | |
| 1 | Gomes Freire de Andrade 1.º Conde de Bobadela                                                                     | | 9 de maio de 1748 — 1 de janeiro de 1763 (14 anos, 7 meses e 23 dias)                                             | — | — | João V (reg.: Mariana, Rainha)                                                                                    | [ 25 ] [ 22 ] |
| 1 | Gomes Freire de Andrade 1.º Conde de Bobadela                                                                     | José I | 9 de maio de 1748 — 1 de janeiro de 1763 (14 anos, 7 meses e 23 dias)                                             | — | — | | [ 25 ] [ 22 ] |
| Vice-reis do Estado do Brasil (1763 a 1765 - c. 3 anos)                                                                      | | | | | | | |
| 1 | António Álvares da Cunha 1º Conde da Cunha                                                                        | | 1 de janeiro de 1763 — 22 de julho de 1765 (2 anos, 6 meses e 21 dias)                                            | — | — | José I | [ 25 ] [ 22 ] |
| Governadores da Capitania de São Paulo (Segunda Criação) (1765 a 1822 - c. 57 anos)                                          | | | | | | | |
| 1 | Luís António de Sousa Botelho Mourão 4º Morgado de Mateus                                                         | | 22 de julho de 1765 — 14 de junho de 1775 (9 anos, 10 meses e 23 dias)                                            | — | — | José I | [ 26 ] [ 27 ] [ 22 ]                                                                                              |
| 1 | Luís António de Sousa Botelho Mourão 4º Morgado de Mateus                                                         | José I (reg.: Mariana Vitória, Rainha)                                                                            | 22 de julho de 1765 — 14 de junho de 1775 (9 anos, 10 meses e 23 dias)                                            | — | — | | [ 26 ] [ 27 ] [ 22 ]                                                                                              |
| 2 | Martim Lopes Lobo de Saldanha                                                                                     | | 14 de junho de 1775 — 15 de março de 1782 (6 anos, 9 meses e 1 dia)                                               | — | — | [ 22 ] | |
| 2 | Martim Lopes Lobo de Saldanha                                                                                     | Maria I | 14 de junho de 1775 — 15 de março de 1782 (6 anos, 9 meses e 1 dia)                                               | — | — | [ 22 ] | |
| 3 | Francisco da Cunha Meneses                                                                                        | | 16 de março de 1782 — 4 de maio de 1786 (4 anos, 1 mês e 18 dias)                                                 | — | — | [ 22 ] | |
| 4 | José Raimundo Chichorro da Gama Lobo                                                                              | | 5 de maio de 1786 — 4 de junho de 1788 (2 anos e 30 dias)                                                         | — | — | [ nota 4 ] [ 28 ] [ 22 ]                                                                                          | |
| 5 | Bernardo José Maria Lorena e Silveira                                                                             | | 5 de junho de 1788 — 28 de junho de 1797 (9 anos e 23 dias)                                                       | — | — | [ 22 ] | |
| 6 | António Manuel de Melo e Castro de Mendonça                                                                       | | 28 de junho de 1797 — 10 de dezembro de 1802 (5 anos, 5 meses e 12 dias)                                          | — | — | [ 29 ] [ 22 ] | |
| 6 | António Manuel de Melo e Castro de Mendonça                                                                       | Maria I (reg.: João, Príncipe do Brasil)                                                                          | 28 de junho de 1797 — 10 de dezembro de 1802 (5 anos, 5 meses e 12 dias)                                          | — | — | [ 29 ] [ 22 ] | |
| 7 | António José da Franca e Horta                                                                                    | | 10 de dezembro de 1802 — outubro de 1808 (c. 6 anos)                                                              | — | — | [ 30 ] [ 22 ] | |
| — | Mateus de Abreu Pereira                                                                                           | | outubro de 1808 — 26 de agosto de 1813 (c. 12 anos)                                                               | — | — | [ nota 5 ] [ 31 ] [ 22 ]                                                                                          | |
| — | Miguel Antônio de Azevedo Veiga                                                                                   | | outubro de 1808 — 26 de agosto de 1813 (c. 12 anos)                                                               | — | — | [ nota 5 ] [ 31 ] [ 22 ]                                                                                          | |
| — | José Maria do Couto                                                                                               | | outubro de 1808 — 26 de agosto de 1813 (c. 12 anos)                                                               | — | — | [ nota 5 ] [ 31 ] [ 22 ]                                                                                          | |
| — | Mateus de Abreu Pereira                                                                                           | | 26 de agosto de 1813 — 8 de dezembro de 1814 (1 ano, 3 meses e 12 dias)                                           | — | — | [ nota 6 ] [ 32 ] [ 22 ]                                                                                          | |
| — | Nuno Eugénio de Lossio                                                                                            | | 26 de agosto de 1813 — 8 de dezembro de 1814 (1 ano, 3 meses e 12 dias)                                           | — | — | [ nota 6 ] [ 32 ] [ 22 ]                                                                                          | |
| — | Miguel José de Oliveira Pinto                                                                                     | | 26 de agosto de 1813 — 8 de dezembro de 1814 (1 ano, 3 meses e 12 dias)                                           | — | — | [ nota 6 ] [ 32 ] [ 22 ]                                                                                          | |
| 8 | Francisco de Assis Mascarenhas Marquês de São João da Palma                                                       | | 8 de dezembro de 1814 — 25 de abril de 1819 (4 anos, 4 meses e 17 dias)                                           | — | — | [ 33 ] [ 22 ] | |
| 8 | Francisco de Assis Mascarenhas Marquês de São João da Palma                                                       | João VI | 8 de dezembro de 1814 — 25 de abril de 1819 (4 anos, 4 meses e 17 dias)                                           | — | — | [ 33 ] [ 22 ] | |
| 9 | João Carlos Augusto de Oyenhausen-Gravenburg Marquês de Aracati                                                   | | 25 de abril de 1819 — 23 de junho de 1821 (2 anos, 1 mês e 29 dias)                                               | — | — | [ nota 7 ] [ 34 ] [ 35 ] [ 36 ]                                                                                   | |
| 9 | João Carlos Augusto de Oyenhausen-Gravenburg Marquês de Aracati                                                   | João VI (reg.: Pedro, Príncipe Real)                                                                              | 25 de abril de 1819 — 23 de junho de 1821 (2 anos, 1 mês e 29 dias)                                               | — | — | [ nota 7 ] [ 34 ] [ 35 ] [ 36 ]                                                                                   | |
| 9 | João Carlos Augusto de Oyenhausen-Gravenburg Marquês de Aracati                                                   | José Bonifácio de Andrada e Silva                                                                                 | 25 de abril de 1819 — 23 de junho de 1821 (2 anos, 1 mês e 29 dias)                                               | — | | [ nota 7 ] [ 34 ] [ 35 ] [ 36 ]                                                                                   | |
| — | Junta Governativa Paulista de 1822                                                                                | | 10 de setembro de 1822 — 12 de outubro de 1822 (1 mês e 2 dias)                                                   | — | Nenhum | [ 37 ] [ 22 ] [ 38 ]                                                                                              | |
| Período Imperial | | | | | | | |
| Primeiro Reinado (12 de outubro de 1822 a 7 de abril de 1831 - 8 anos, 5 meses e 26 dias)                                    | | | | | | | |
| — | Junta Governativa Paulista de 1822                                                                                | | 10 de setembro de 1822 — 9 de janeiro de 1823 (2 meses e 28 dias)                                                 | — | Nenhum | Pedro I | [ 37 ] [ 22 ] [ 38 ]                                                                                              |
| — | Cândido Xavier de Almeida e Sousa                                                                                 | | 9 de janeiro de 1823 — 1 de abril de 1824 (1 ano, 2 meses e 23 dias)                                              | — | Nenhum | Pedro I | [ 41 ] [ 35 ] |
| 1 | Lucas Antônio Monteiro de Barros Visconde de Congonhas do Campo                                                   | | 1 de abril de 1824 — 5 de abril de 1827 (3 anos e 4 dias)                                                         | Regressista | Luís Antônio Neves de Carvalho                                                                                    | Pedro I | [ 42 ] |
| 1 | Lucas Antônio Monteiro de Barros Visconde de Congonhas do Campo                                                   | Nenhum | 1 de abril de 1824 — 5 de abril de 1827 (3 anos e 4 dias)                                                         | Regressista | | Pedro I | [ 42 ] |
| 2 | Luís Antônio Neves de Carvalho                                                                                    | | 5 de abril de 1827 — 19 de dezembro de 1827 (8 meses e 14 dias)                                                   | Regressista | Ele mesmo (exercendo a presidência interinamente)                                                                 | Pedro I | [ 43 ] [ 44 ] |
| 3 | Tomás Xavier Garcia de Almeida                                                                                    | | 19 de dezembro de 1827 — 18 de abril de 1828 (3 meses e 30 dias)                                                  | Moderado | Nenhum | Pedro I | [ 45 ] |
| 4 | Manuel Joaquim Gonçalves de Andrade                                                                               | | 18 de abril de 1828 — 5 de outubro de 1828 (5 meses e 17 dias)                                                    | Moderado | Ele mesmo (exercendo a presidência interinamente)                                                                 | Pedro I | [ 46 ] |
| 5 | Manuel Joaquim de Ornelas                                                                                         | | 5 de outubro de 1828 — 13 de janeiro de 1829 (3 meses e 8 dias)                                                   | Moderado | Ele mesmo (exercendo a presidência interinamente)                                                                 | Pedro I | [ 47 ] |
| 6 | José Carlos Pereira de Almeida Torres Visconde de Macaé                                                           | | 13 de janeiro de 1829 — 15 de abril de 1830 (1 ano, 3 meses e 2 dias)                                             | Moderado | Nenhum | Pedro I | [ 48 ] [ 49 ] |
| 6 | José Carlos Pereira de Almeida Torres Visconde de Macaé                                                           | Manuel Joaquim Gonçalves de Andrade                                                                               | 13 de janeiro de 1829 — 15 de abril de 1830 (1 ano, 3 meses e 2 dias)                                             | Moderado | | Pedro I | [ 48 ] [ 49 ] |
| 6 | José Carlos Pereira de Almeida Torres Visconde de Macaé                                                           | Nenhum | 13 de janeiro de 1829 — 15 de abril de 1830 (1 ano, 3 meses e 2 dias)                                             | Moderado | | Pedro I | [ 48 ] [ 49 ] |
| 7 | Manuel Joaquim Gonçalves de Andrade                                                                               | | 15 de abril de 1830 — 5 de janeiro de 1831 (8 meses e 21 dias)                                                    | Moderado | Ele mesmo (exercendo a presidência interinamente)                                                                 | Pedro I | [ 46 ] |
| 8 | Aureliano de Sousa e Oliveira Coutinho Visconde de Sepetiba                                                       | | 5 de janeiro de 1831 — 7 de abril de 1831 (3 meses e 2 dias)                                                      | Moderado | Nenhum | Pedro I | [ 50 ] |
| Período Regencial (7 de abril de 1831 a 23 de julho de 1840 - 9 anos, 2 meses e 16 dias)                                     | | | | | | | |
| 8 | Aureliano de Sousa e Oliveira Coutinho Visconde de Sepetiba                                                       | | 7 de abril de 1831 — 17 de abril de 1831 (10 dias)                                                                | Moderado | Nenhum | Pedro II (reg.: Lima e Silva; Vergueiro; Caravelas)                                                               | [ 50 ] |
| 8 | Aureliano de Sousa e Oliveira Coutinho Visconde de Sepetiba                                                       | Manuel Joaquim Gonçalves de Andrade                                                                               | 7 de abril de 1831 — 17 de abril de 1831 (10 dias)                                                                | Moderado | | Pedro II (reg.: Lima e Silva; Vergueiro; Caravelas)                                                               | [ 50 ] |
| 9 | Manuel Joaquim Gonçalves de Andrade                                                                               | | 17 de abril de 1831 — 20 de junho de 1831 (2 meses e 3 dias)                                                      | Moderado | Ele mesmo (exercendo a presidência interinamente)                                                                 | Pedro II (reg.: Lima e Silva; Vergueiro; Caravelas)                                                               | [ 51 ] |
| 9 | Manuel Joaquim Gonçalves de Andrade                                                                               | Pedro II (reg.: Lima e Silva; Costa Carvalho; Bráulio Moniz)                                                      | 17 de abril de 1831 — 20 de junho de 1831 (2 meses e 3 dias)                                                      | Moderado | Ele mesmo (exercendo a presidência interinamente)                                                                 | | [ 51 ] |
| 10 | Manuel Teodoro de Araújo Azambuja                                                                                 | | 20 de junho de 1831 — 17 de novembro de 1831 (4 meses e 28 dias)                                                  | Conservador | Nenhum | [ 52 ] | |
| 11 | Tobias de Aguiar                                                                                                  | | 17 de novembro de 1831 — 28 de maio de 1834 (2 anos, 6 meses e 11 dias)                                           | Conservador | Nenhum | [ 53 ] | |
| 12 | Vicente Pires da Mota                                                                                             | | 28 de maio de 1834 — 14 de setembro de 1834 (3 meses e 17 dias)                                                   | Conservador | Ele mesmo (exercendo a presidência interinamente)                                                                 | [ 54 ] | |
| 13 | Tobias de Aguiar                                                                                                  | | 14 de setembro de 1834 — 11 de maio de 1835 (7 meses e 27 dias)                                                   | Liberal | Nenhum | [ 55 ] | |
| 14 | Francisco Antônio de Sousa Queirós Barão de Sousa Queirós                                                         | | 11 de maio de 1835 — 25 de novembro de 1835 (6 meses e 14 dias)                                                   | Liberal | Ele mesmo (exercendo a presidência interinamente)                                                                 | [ 56 ] [ 57 ] [ 58 ]                                                                                              | |
| 15 | José Cesário de Miranda Ribeiro Visconde de Uberaba                                                               | | 25 de novembro de 1835 — 30 de abril de 1836 (5 meses e 5 dias)                                                   | Liberal | Nenhum | [ 59 ] | |
| 15 | José Cesário de Miranda Ribeiro Visconde de Uberaba                                                               | Pedro II (reg.: Diogo Feijó)                                                                                      | 25 de novembro de 1835 — 30 de abril de 1836 (5 meses e 5 dias)                                                   | Liberal | Nenhum | [ 59 ] | |
| 16 | José Manuel de França                                                                                             | | 30 de abril de 1836 — 2 de agosto de 1836 (3 meses e 3 dias)                                                      | Liberal | Ele mesmo (exercendo a presidência interinamente)                                                                 | [ 60 ] | |
| 17 | Bernardo José Pinto Gavião Peixoto                                                                                | | 2 de agosto de 1836 — 13 de março de 1838 (1 ano, 7 meses e 11 dias)                                              | Liberal | Nenhum | [ 61 ] | |
| 17 | Bernardo José Pinto Gavião Peixoto                                                                                | Pedro II (reg.: Pedro Araújo Lima)                                                                                | 2 de agosto de 1836 — 13 de março de 1838 (1 ano, 7 meses e 11 dias)                                              | Liberal | Nenhum | [ 61 ] | |
| 18 | Venâncio José Lisboa                                                                                              | | 13 de março de 1838 — 11 de julho de 1839 (1 ano, 3 meses e 28 dias)                                              | Conservador | Nenhum | [ 62 ] | |
| 19 | Manuel Machado Nunes                                                                                              | | 11 de julho de 1839 — 23 de julho de 1840 (1 ano e 12 dias)                                                       | Conservador | Nenhum | [ 63 ] | |
| Segundo Reinado (23 de julho de 1840 a 15 de novembro de 1889 - 49 anos, 4 meses e 23 dias)                                  | | | | | | | |
| 19 | Manuel Machado Nunes                                                                                              | | 23 de julho de 1840 — 6 de agosto de 1840 (14 dias)                                                               | Conservador | Nenhum | Pedro II | [ 63 ] |
| 20 | Rafael Tobias de Aguiar                                                                                           | | 6 de agosto de 1840 — 15 de julho de 1841 (11 meses e 9 dias)                                                     | Liberal | Nenhum | Pedro II | [ 64 ] |
| 21 | Miguel de Sousa Melo e Alvim                                                                                      | | 15 de julho de 1841 — 13 de janeiro de 1842 (5 meses e 29 dias)                                                   | Conservador | Nenhum | Pedro II | [ 65 ] |
| 22 | Vicente Pires da Mota                                                                                             | | 13 de janeiro de 1842 — 20 de janeiro de 1842 (7 dias)                                                            | Conservador | Ele mesmo (exercendo a presidência interinamente)                                                                 | Pedro II | [ 66 ] [ 66 ] |
| 23 | José da Costa Carvalho 1º Barão de Monte Alegre                                                                   | | 20 de janeiro de 1842 — 17 de agosto de 1842 (6 meses e 28 dias)                                                  | Conservador | Nenhum | Pedro II | [ 67 ] |
| 24 | José Carlos Pereira de Almeida Torres 2º Visconde de Macaé                                                        | | 17 de agosto de 1842 — 27 de janeiro de 1843 (5 meses e 10 dias)                                                  | Liberal | Nenhum | Pedro II | [ 68 ] |
| 25 | Joaquim José Luís de Sousa                                                                                        | | 27 de janeiro de 1843 — 25 de novembro de 1843 (9 meses e 29 dias)                                                | Conservador | Nenhum | Pedro II | [ 69 ] |
| 26 | Manuel Felizardo de Sousa e Melo                                                                                  | | 25 de novembro de 1843 — 22 de abril de 1844 (4 meses e 28 dias)                                                  | Conservador | Nenhum | Pedro II | [ 70 ] [ 71 ] [ 72 ]                                                                                              |
| 27 | Joaquim José de Morais e Abreu                                                                                    | | 22 de abril de 1844 — 1 de junho de 1844 (1 mês e 10 dias)                                                        | Conservador | Ele mesmo (exercendo a presidência interinamente)                                                                 | Pedro II | [ 73 ] |
| 28 | Manuel da Fonseca Lima e Silva Barão de Suruí                                                                     | | 1 de junho de 1844 — 5 de novembro de 1847 (3 anos, 5 meses e 4 dias)                                             | Liberal | Nenhum | Pedro II | [ 74 ] |
| 29 | Bernardo José Pinto Gavião Peixoto                                                                                | | 5 de novembro de 1847 — 16 de maio de 1848 (6 meses e 11 dias)                                                    | Liberal | Ele mesmo (exercendo a presidência interinamente)                                                                 | Pedro II | [ 75 ] |
| 30 | Joaquim Floriano de Toledo                                                                                        | | 16 de maio de 1848 — 23 de maio de 1848 (7 dias)                                                                  | Liberal | Ele mesmo (exercendo a presidência interinamente)                                                                 | Pedro II | [ 76 ] |
| 31 | Domiciano Leite Ribeiro Visconde de Araxá                                                                         | | 23 de maio de 1848 — 16 de outubro de 1848 (4 meses e 23 dias)                                                    | Liberal | Nenhum | Pedro II | [ 77 ] |
| 32 | Vicente Pires da Mota                                                                                             | | 16 de outubro de 1848 — 27 de agosto de 1851 (2 anos, 10 meses e 11 dias)                                         | Conservador | Nenhum | Pedro II | [ 78 ] [ 79 ] |
| 33 | José Tomás Nabuco de Araújo                                                                                       | | 27 de agosto de 1851 — 19 de maio de 1852 (8 meses e 22 dias)                                                     | Liberal | Nenhum | Pedro II | [ 80 ] |
| 34 | Hipólito José Soares de Sousa                                                                                     | | 19 de maio de 1852 — 13 de setembro de 1852 (3 meses e 25 dias)                                                   | Conservador | Ele mesmo (exercendo a presidência interinamente)                                                                 | Pedro II | [ 81 ] |
| 35 | José Manuel da Silva Barão do Tietê                                                                               | | 13 de setembro de 1852 — 30 de setembro de 1852 (17 dias)                                                         | Conservador | Ele mesmo (exercendo a presidência interinamente)                                                                 | Pedro II | [ 82 ] |
| 36 | Joaquim Otávio Nébias                                                                                             | | 30 de setembro de 1852 — 17 de dezembro de 1852 (2 meses e 17 dias)                                               | Conservador | Nenhum | Pedro II | [ 83 ] |
| 37 | Carlos Carneiro de Campos 3.º Visconde de Caravelas                                                               | | 17 de dezembro de 1852 — 4 de janeiro de 1853 (18 dias)                                                           | Conservador | Ele mesmo (exercendo a presidência interinamente)                                                                 | Pedro II | [ 84 ] [ 85 ] |
| 38 | Josino do Nascimento Silva                                                                                        | | 4 de janeiro de 1853 — 26 de junho de 1854 (1 ano, 5 meses e 22 dias)                                             | Conservador | Nenhum | Pedro II | [ 86 ] |
| 39 | José Antônio Saraiva                                                                                              | | 26 de junho de 1854 — 16 de maio de 1855 (10 meses e 20 dias)                                                     | Liberal | Nenhum | Pedro II | [ 87 ] |
| 40 | Antônio Roberto de Almeida                                                                                        | | 16 de maio de 1855 — 29 de abril de 1856 (11 meses e 13 dias)                                                     | Liberal | Ele mesmo (exercendo a presidência interinamente)                                                                 | Pedro II | [ 88 ] |
| 41 | Francisco Diogo Pereira de Vasconcelos                                                                            | | 29 de abril de 1856 — 22 de janeiro de 1857 (8 meses e 24 dias)                                                   | Liberal | Nenhum | Pedro II | [ 89 ] |
| 42 | Antônio Roberto de Almeida                                                                                        | | 22 de janeiro de 1857 — 27 de setembro de 1857 (8 meses e 5 dias)                                                 | Liberal | Nenhum | Pedro II | [ 88 ] |
| 43 | José Joaquim Fernandes Torres                                                                                     | | 27 de setembro de 1857 — 17 de abril de 1860 (2 anos, 6 meses e 21 dias)                                          | Liga Progressista                                                                                                 | Nenhum | Pedro II | [ 90 ] |
| 43 | José Joaquim Fernandes Torres                                                                                     | Hipólito José Soares de Sousa                                                                                     | 27 de setembro de 1857 — 17 de abril de 1860 (2 anos, 6 meses e 21 dias)                                          | Liga Progressista                                                                                                 | | Pedro II | [ 90 ] |
| 43 | José Joaquim Fernandes Torres                                                                                     | Manoel Joaquim do Amaral Gurgel                                                                                   | 27 de setembro de 1857 — 17 de abril de 1860 (2 anos, 6 meses e 21 dias)                                          | Liga Progressista                                                                                                 | | Pedro II | [ 90 ] |
| 43 | José Joaquim Fernandes Torres                                                                                     | Nenhum | 27 de setembro de 1857 — 17 de abril de 1860 (2 anos, 6 meses e 21 dias)                                          | Liga Progressista                                                                                                 | | Pedro II | [ 90 ] |
| 44 | Policarpo Lopes de Leão                                                                                           | | 17 de abril de 1860 — 22 de outubro de 1860 (6 meses e 5 dias)                                                    | Liberal | Nenhum | Pedro II | [ 91 ] |
| 45 | Manuel Joaquim do Amaral Gurgel                                                                                   | | 22 de outubro de 1860 — 17 de novembro de 1860 (26 dias)                                                          | Liberal | Ele mesmo (exercendo a presidência interinamente)                                                                 | Pedro II | [ 92 ] [ 93 ] |
| 46 | Antônio José Henriques                                                                                            | | 17 de novembro de 1860 — 14 de maio de 1861 (5 meses e 27 dias)                                                   | Liga Progressista                                                                                                 | Nenhum | Pedro II | [ 94 ] |
| 47 | Manuel Joaquim do Amaral Gurgel                                                                                   | | 14 de maio de 1861 — 8 de junho de 1861 (25 dias)                                                                 | Liberal | Ele mesmo (exercendo a presidência interinamente)                                                                 | Pedro II | [ 92 ] |
| 48 | João Jacinto de Mendonça                                                                                          | | 8 de junho de 1861 — 24 de setembro de 1862 (1 ano, 3 meses e 16 dias)                                            | Conservador | Nenhum | Pedro II | [ 95 ] |
| 49 | Manuel Joaquim do Amaral Gurgel                                                                                   | | 24 de setembro de 1862 — 16 de outubro de 1862 (22 dias)                                                          | Liberal | Ele mesmo (exercendo a presidência interinamente)                                                                 | Pedro II | [ 92 ] |
| 50 | Vicente Pires da Mota                                                                                             | | 16 de outubro de 1862 — 3 de fevereiro de 1864 (1 ano, 3 meses e 18 dias)                                         | Conservador | Nenhum | Pedro II | [ 96 ] [ 97 ] |
| 51 | Manuel Joaquim do Amaral Gurgel                                                                                   | | 3 de fevereiro de 1864 — 8 de março de 1864 (1 mês e 5 dias)                                                      | Liberal | Ele mesmo (exercendo a presidência interinamente)                                                                 | Pedro II | [ 98 ] |
| 52 | Francisco Inácio Marcondes Homem de Melo Barão de Homem de Melo                                                   | | 8 de março de 1864 — 24 de outubro de 1864 (7 meses e 16 dias)                                                    | Liberal | Nenhum | Pedro II | [ 99 ] |
| 53 | Joaquim Floriano de Toledo                                                                                        | | 24 de outubro de 1864 — 7 de novembro de 1864 (14 dias)                                                           | Liberal | Ele mesmo (exercendo a presidência interinamente)                                                                 | Pedro II | [ 100 ] |
| 54 | João Crispiniano Soares                                                                                           | | 7 de novembro de 1864 — 18 de julho de 1865 (8 meses e 11 dias)                                                   | Liberal | Nenhum | Pedro II | [ 101 ] |
| 55 | Joaquim Floriano de Toledo                                                                                        | | 18 de julho de 1865 — 3 de agosto de 1865 (16 dias)                                                               | Liberal | Ele mesmo (exercendo a presidência interinamente)                                                                 | Pedro II | [ 102 ] |
| 56 | João da Silva Carrão                                                                                              | | 3 de agosto de 1865 — 3 de março de 1866 (7 meses)                                                                | Liberal | Nenhum | Pedro II | [ 103 ] |
| 57 | Joaquim Floriano de Toledo                                                                                        | | 3 de março de 1866 — 8 de novembro de 1866 (8 meses e 5 dias)                                                     | Liberal | Ele mesmo (exercendo a presidência interinamente)                                                                 | Pedro II | [ 102 ] |
| 58 | José Tavares Bastos                                                                                               | | 8 de novembro de 1866 — 12 de outubro de 1867 (11 meses e 4 dias)                                                 | Liga Progressista                                                                                                 | Nenhum | Pedro II | [ 104 ] [ 105 ]                                                                                                   |
| 59 | Joaquim Floriano de Toledo                                                                                        | | 12 de outubro de 1867 — 24 de outubro de 1867 (12 dias)                                                           | Liberal | Ele mesmo (exercendo a presidência interinamente)                                                                 | Pedro II | [ 102 ] |
| 60 | Joaquim Saldanha Marinho                                                                                          | | 24 de outubro de 1867 — 24 de abril de 1868 (6 meses)                                                             | Liberal | Nenhum | Pedro II | [ 106 ] |
| 61 | Joaquim Floriano de Toledo                                                                                        | | 24 de abril de 1868 — 29 de julho de 1868 (3 meses e 5 dias)                                                      | Liberal | Ele mesmo (exercendo a presidência interinamente)                                                                 | Pedro II | [ 107 ] |
| 62 | José Manuel da Silva Barão do Tietê                                                                               | | 29 de julho de 1868 — 10 de agosto de 1868 (12 dias)                                                              | Conservador | Ele mesmo (exercendo a presidência interinamente)                                                                 | Pedro II | [ 108 ] |
| 63 | José Elias Pacheco Jordão                                                                                         | | 10 de agosto de 1868 — 26 de agosto de 1868 (16 dias)                                                             | Conservador | Ele mesmo (exercendo a presidência interinamente)                                                                 | Pedro II | [ 109 ] |
| 64 | Cândido Borges Monteiro Visconde de Itaúna                                                                        | | 26 de agosto de 1868 — 25 de abril de 1869 (7 meses e 30 dias)                                                    | Conservador | Nenhum | Pedro II | [ 110 ] [ 111 ]                                                                                                   |
| 65 | Antônio Joaquim da Rosa Barão de Piratininga                                                                      | | 25 de abril de 1869 — 1 de maio de 1869 (6 dias)                                                                  | Conservador | Ele mesmo (exercendo a presidência interinamente)                                                                 | Pedro II | [ 112 ] |
| 66 | José Elias Pacheco Jordão                                                                                         | | 1 de maio de 1869 — 19 de maio de 1869 (18 dias)                                                                  | Conservador | Ele mesmo (exercendo a presidência interinamente)                                                                 | Pedro II | [ 113 ] |
| 67 | Vicente Pires da Mota                                                                                             | | 19 de maio de 1869 — 30 de julho de 1869 (2 meses e 11 dias)                                                      | Conservador | Ele mesmo (exercendo a presidência interinamente)                                                                 | Pedro II | [ 114 ] [ 115 ]                                                                                                   |
| 68 | Antônio Cândido da Rocha                                                                                          | | 30 de julho de 1869 — 28 de outubro de 1870 (1 ano, 2 meses e 28 dias)                                            | Conservador | Nenhum | Pedro II | [ 116 ] [ 117 ]                                                                                                   |
| 69 | Vicente Pires da Mota                                                                                             | | 28 de outubro de 1870 — 5 de novembro de 1870 (8 dias)                                                            | Conservador | Ele mesmo (exercendo a presidência interinamente)                                                                 | Pedro II | [ 114 ] [ 115 ]                                                                                                   |
| 70 | Antônio da Costa Pinto e Silva                                                                                    | | 5 de novembro de 1870 — 13 de abril de 1871 (5 meses e 8 dias)                                                    | Conservador | Nenhum | Pedro II | [ 118 ] [ 119 ]                                                                                                   |
| 71 | Vicente Pires da Mota                                                                                             | | 13 de abril de 1871 — 29 de abril de 1871 (16 dias)                                                               | Conservador | Ele mesmo (exercendo a presidência interinamente)                                                                 | Pedro II | [ 120 ] [ 121 ]                                                                                                   |
| 72 | José Manuel da Silva Barão do Tietê                                                                               | | 29 de abril de 1871 — 30 de maio de 1871 (1 mês e 1 dia)                                                          | Conservador | Ele mesmo (exercendo a presidência interinamente)                                                                 | Pedro II | [ 122 ] |
| 72 | José Manuel da Silva Barão do Tietê                                                                               | Pedro II (reg.: Isabel, Princesa Imperial)                                                                        | 29 de abril de 1871 — 30 de maio de 1871 (1 mês e 1 dia)                                                          | Conservador | Ele mesmo (exercendo a presidência interinamente)                                                                 | | [ 122 ] |
| 73 | José Fernandes da Costa Pereira Júnior                                                                            | | 30 de maio de 1871 — 19 de junho de 1872 (1 ano e 20 dias)                                                        | Conservador | Nenhum | [ 123 ] | |
| 73 | José Fernandes da Costa Pereira Júnior                                                                            | Pedro II | 30 de maio de 1871 — 19 de junho de 1872 (1 ano e 20 dias)                                                        | Conservador | Nenhum | [ 123 ] | |
| 74 | Francisco Xavier Pinto de Lima Barão de Pinto Lima                                                                | | 19 de junho de 1872 — 21 de dezembro de 1872 (6 meses e 2 dias)                                                   | Liberal | Nenhum | [ 124 ] | |
| 75 | João Teodoro Xavier de Matos                                                                                      | | 21 de dezembro de 1872 — 30 de maio de 1875 (2 anos, 5 meses e 9 dias)                                            | Conservador | Ele mesmo (exercendo a presidência interinamente)                                                                 | [ 125 ] | |
| 76 | Joaquim Manuel Gonçalves de Andrade                                                                               | | 30 de maio de 1875 — 9 de junho de 1875 (10 dias)                                                                 | Conservador | Ele mesmo (exercendo a presidência interinamente)                                                                 | [ 126 ] | |
| 77 | Sebastião José Pereira                                                                                            | | 9 de junho de 1875 — 18 de janeiro de 1878 (2 anos, 7 meses e 9 dias)                                             | Conservador | Nenhum | [ 127 ] | |
| 77 | Sebastião José Pereira                                                                                            | Pedro II (reg.: Isabel, Princesa Imperial)                                                                        | 9 de junho de 1875 — 18 de janeiro de 1878 (2 anos, 7 meses e 9 dias)                                             | Conservador | Nenhum | [ 127 ] | |
| 77 | Sebastião José Pereira                                                                                            | Pedro II | 9 de junho de 1875 — 18 de janeiro de 1878 (2 anos, 7 meses e 9 dias)                                             | Conservador | Nenhum | [ 127 ] | |
| 78 | Joaquim Manuel Gonçalves de Andrade                                                                               | | 18 de janeiro de 1878 — 31 de janeiro de 1878 (13 dias)                                                           | Conservador | Ele mesmo (exercendo a presidência interinamente)                                                                 | [ 126 ] | |
| 79 | Antônio de Aguiar Barros Marquês de Itu                                                                           | | 31 de janeiro de 1878 — 5 de fevereiro de 1878 (5 dias)                                                           | Liga Progressista                                                                                                 | Ele mesmo (exercendo a presidência interinamente)                                                                 | [ 128 ] | |
| 80 | João Batista Pereira                                                                                              | | 5 de fevereiro de 1878 — 7 de dezembro de 1878 (10 meses e 2 dias)                                                | Liberal | Nenhum | [ 129 ] | |
| 81 | Joaquim Egídio de Sousa Aranha Marquês de Três Rios                                                               | | 7 de dezembro de 1878 — 12 de fevereiro de 1879 (2 meses e 5 dias)                                                | Liberal | Ele mesmo (exercendo a presidência interinamente)                                                                 | [ 130 ] [ 131 ] [ 132 ] [ 133 ]                                                                                   | |
| 82 | Laurindo Abelardo de Brito                                                                                        | | 12 de fevereiro de 1879 — 4 de março de 1881 (2 anos e 20 dias)                                                   | Liberal | Nenhum | [ 134 ] | |
| 83 | Joaquim Egídio de Sousa Aranha Marquês de Três Rios                                                               | | 4 de março de 1881 — 7 de abril de 1881 (1 mês e 3 dias)                                                          | Liberal | Ele mesmo (exercendo a presidência interinamente)                                                                 | [ 130 ] [ 135 ]                                                                                                   | |
| 84 | Florêncio Carlos de Abreu e Silva                                                                                 | | 7 de abril de 1881 — 5 de novembro de 1881 (6 meses e 29 dias)                                                    | Liberal | Nenhum | [ 136 ] | |
| 85 | Joaquim Egídio de Sousa Aranha Marquês de Três Rios                                                               | | 5 de novembro de 1881 — 7 de janeiro de 1882 (2 meses e 2 dias)                                                   | Liberal | Ele mesmo (exercendo a presidência interinamente)                                                                 | [ 137 ] [ 138 ]                                                                                                   | |
| 86 | Manuel Marcondes de Moura e Costa                                                                                 | | 7 de janeiro de 1882 — 10 de abril de 1882 (3 meses e 3 dias)                                                     | Liberal | Ele mesmo (exercendo a presidência interinamente)                                                                 | [ 139 ] [ 140 ]                                                                                                   | |
| 87 | Francisco de Carvalho Soares Brandão                                                                              | | 10 de abril de 1882 — 4 de abril de 1883 (11 meses e 25 dias)                                                     | Liberal | Nenhum | [ 141 ] | |
| 88 | Antônio de Aguiar Barros Marquês de Itu                                                                           | | 4 de abril de 1883 — 18 de agosto de 1883 (4 meses e 14 dias)                                                     | Liga Progressista                                                                                                 | Ele mesmo (exercendo a presidência interinamente)                                                                 | [ 142 ] | |
| 89 | Domingos Antônio Raiol Barão de Guajará                                                                           | | 18 de agosto de 1883 — 29 de março de 1884 (7 meses e 11 dias)                                                    | Liberal | Nenhum | [ 143 ] [ 144 ]                                                                                                   | |
| 90 | Luís Carlos de Assunção                                                                                           | | 29 de março de 1884 — 4 de setembro de 1884 (5 meses e 6 dias)                                                    | Liberal | Ele mesmo (exercendo a presidência interinamente)                                                                 | [ 145 ] | |
| 91 | José Luís de Almeida Couto                                                                                        | | 4 de setembro de 1884 — 18 de maio de 1885 (8 meses e 14 dias)                                                    | Liberal | Nenhum | [ 146 ] [ 147 ]                                                                                                   | |
| 92 | Francisco Antônio de Sousa Queirós Filho                                                                          | | 18 de maio de 1885 — 2 de setembro de 1885 (3 meses e 15 dias)                                                    | Conservador | Ele mesmo (exercendo a presidência interinamente)                                                                 | [ 148 ] [ 149 ]                                                                                                   | |
| 93 | Elias Antônio Pacheco e Chaves                                                                                    | | 2 de setembro de 1885 — 19 de outubro de 1885 (1 mês e 17 dias)                                                   | Conservador | Ele mesmo (exercendo a presidência interinamente)                                                                 | [ 150 ] | |
| 94 | João Alfredo Correia de Oliveira                                                                                  | | 19 de outubro de 1885 — 26 de abril de 1886 (6 meses e 7 dias)                                                    | Conservador | Nenhum | [ 151 ] [ 152 ] [ 153 ]                                                                                           | |
| 95 | Antônio de Queirós Teles Conde da Parnaíba                                                                        | | 26 de abril de 1886 — 16 de julho de 1886 (2 meses e 20 dias)                                                     | Conservador | Ele mesmo (exercendo a presidência interinamente)                                                                 | [ 154 ] | |
| 96 | Elias Antônio Pacheco e Chaves                                                                                    | | 16 de julho de 1886 — 26 de julho de 1886 (10 dias)                                                               | Conservador | Nenhum | [ 155 ] | |
| 97 | Antônio de Queirós Teles Conde da Parnaíba                                                                        | | 26 de julho de 1886 — 19 de novembro de 1887 (1 ano, 3 meses e 24 dias)                                           | Conservador | Nenhum | [ 156 ] | |
| 98 | Rodrigues Alves                                                                                                   | | 19 de novembro de 1887 — 27 de abril de 1888 (5 meses e 8 dias)                                                   | Conservador | Nenhum | [ 157 ] | |
| 98 | Rodrigues Alves                                                                                                   | Pedro II (reg.: Isabel, Princesa Imperial)                                                                        | 19 de novembro de 1887 — 27 de abril de 1888 (5 meses e 8 dias)                                                   | Conservador | Nenhum | [ 157 ] | |
| 99 | Francisco Antônio Dutra Rodrigues                                                                                 | | 27 de abril de 1888 — 23 de junho de 1888 (1 mês e 27 dias)                                                       | Conservador | Ele mesmo (exercendo a presidência interinamente)                                                                 | [ 158 ] [ 159 ]                                                                                                   | |
| 100 | Pedro Vicente de Azevedo                                                                                          | | 23 de junho de 1888 — 11 de abril de 1889 (9 meses e 19 dias)                                                     | Conservador | Nenhum | [ 160 ] | |
| 100 | Pedro Vicente de Azevedo                                                                                          | Pedro II | 23 de junho de 1888 — 11 de abril de 1889 (9 meses e 19 dias)                                                     | Conservador | Nenhum | [ 160 ] | |
| 101 | Antônio Pinheiro de Ulhoa Cintra Barão de Jaguara                                                                 | | 11 de abril de 1889 — 10 de junho de 1889 (1 mês e 30 dias)                                                       | Conservador | Nenhum | [ 161 ] | |
| 102 | José Vieira Couto de Magalhães                                                                                    | | 10 de junho de 1889 — 16 de novembro de 1889 (5 meses e 6 dias)                                                   | Liberal | Nenhum | [ 162 ] | |
| Período Republicano (15 de novembro de 1889 a atualidade - 135 anos, 8 meses e 26 dias)                                      | | | | | | | |
| Primeira República (Oligárquica) (15 de novembro de 1889 a 24 de outubro de 1930 - 40 anos, 11 meses e 9 dias)               | | | | | | | |
| — | Junta Governativa Paulista de 1889                                                                                | | 16 de novembro de 1889 — 14 de dezembro de 1889 (28 dias)                                                         | PRP | Nenhum | — | [ 163 ] |
| 1 | Prudente de Morais                                                                                                | | 14 de dezembro de 1889 — 18 de outubro de 1890 (10 meses e 4 dias)                                                | PRP | Francisco Glicério e Luís Pereira Barreto                                                                         | — | [ 163 ] [ 164 ] [ 165 ]                                                                                           |
| 2 | Jorge Tibiriçá Piratininga                                                                                        | | 18 de outubro de 1890 — 7 de março de 1891 (4 meses e 17 dias)                                                    | PRP | Francisco Glicério e Luís Pereira Barreto                                                                         | — | [ 163 ] [ 166 ] [ 167 ]                                                                                           |
| 3 | Américo Brasiliense                                                                                               | | 7 de março de 1891 — 15 de dezembro de 1891 (9 meses e 8 dias)                                                    | PRP | Francisco Glicério e Luís Pereira Barreto                                                                         | — | [ 163 ] [ 167 ] [ 168 ]                                                                                           |
| 3 | Américo Brasiliense                                                                                               | Cerqueira César                                                                                                   | 7 de março de 1891 — 15 de dezembro de 1891 (9 meses e 8 dias)                                                    | PRP | 1891 | | [ 163 ] [ 167 ] [ 168 ]                                                                                           |
| 4 | Sérgio Castelo Branco                                                                                             | | 15 de dezembro de 1891 (menos de um dia)                                                                          | PRP | Nenhum | — | [ 163 ] [ 168 ] [ nota 9 ]                                                                                        |
| 5 | Cerqueira César                                                                                                   | | 15 de dezembro de 1891 — 23 de agosto de 1892 (8 meses e 7 dias)                                                  | PRP | Nenhum | — | [ 163 ] [ 168 ]                                                                                                   |
| 6 | Bernardino de Campos                                                                                              | | 23 de agosto de 1892 — 15 de abril de 1896 (3 anos, 5 meses e 23 dias)                                            | PRP | Cerqueira César                                                                                                   | 1892 | [ 163 ] [ 169 ] [ 170 ]                                                                                           |
| 7 | Peixoto Gomide | | 15 de abril de 1896 — 1 de maio de 1896 (16 dias)                                                                 | PRP | Cerqueira César                                                                                                   | — | [ 163 ] [ 171 ]                                                                                                   |
| 8 | Campos Sales | | 1 de maio de 1896 — 31 de outubro de 1897 (1 ano, 5 meses e 30 dias)                                              | PRP | Peixoto Gomide | 1896 | [ 163 ] |
| 9 | Peixoto Gomide | | 31 de outubro de 1897 — 10 de novembro de 1898 (1 ano e 10 dias)                                                  | PRP | Nenhum | — | [ 163 ] [ 172 ]                                                                                                   |
| 10 | Fernando Prestes                                                                                                  | | 10 de novembro de 1898 — 1 de maio de 1900 (1 ano, 5 meses e 21 dias)                                             | PRP | Peixoto Gomide | 1898 | [ 163 ] [ 173 ]                                                                                                   |
| 11 | Rodrigues Alves                                                                                                   | | 1 de maio de 1900 — 13 de fevereiro de 1902 (1 ano, 9 meses e 12 dias)                                            | PRP | Domingos de Morais                                                                                                | 1900 | [ 174 ] [ 163 ] [ 175 ]                                                                                           |
| 12 | Domingos de Morais                                                                                                | | 13 de fevereiro de 1902 — 3 de julho de 1902 (4 meses e 20 dias)                                                  | PRP | Nenhum | — | [ 163 ] [ 176 ] [ 177 ]                                                                                           |
| 13 | Bernardino de Campos                                                                                              | | 3 de julho de 1902 — 1 de maio de 1904 (1 ano, 9 meses e 28 dias)                                                 | PRP | Domingos de Morais                                                                                                | 1902 | [ 163 ] [ 169 ]                                                                                                   |
| 14 | Jorge Tibiriçá Piratininga                                                                                        | | 1 de maio de 1904 — 1 de maio de 1908 (4 anos)                                                                    | PRP | João Baptista de Mello Oliveira                                                                                   | 1904 | [ 163 ] |
| 15 | Manuel Albuquerque Lins                                                                                           | | 1 de maio de 1908 — 1 de maio de 1912 (4 anos)                                                                    | PRP | Fernando Prestes                                                                                                  | 1908 | [ 163 ] |
| 16 | Rodrigues Alves                                                                                                   | | 1 de maio de 1912 — 1 de maio de 1916 (4 anos)                                                                    | PRP | Carlos Augusto Pereira Guimarães                                                                                  | 1912 | [ 174 ] [ 163 ]                                                                                                   |
| 17 | Altino Arantes | | 1 de maio de 1916 — 1 de maio de 1920 (4 anos)                                                                    | PRP | Antônio Cândido Rodrigues                                                                                         | 1916 | [ 163 ] |
| 18 | Washington Luís                                                                                                   | | 1 de maio de 1920 — 1 de maio de 1924 (4 anos)                                                                    | PRP | Virgílio Rodrigues Alves                                                                                          | 1920 | [ 163 ] |
| 18 | Washington Luís                                                                                                   | Nenhum | 1 de maio de 1920 — 1 de maio de 1924 (4 anos)                                                                    | PRP | | 1920 | [ 163 ] |
| 19 | Carlos de Campos                                                                                                  | | 1 de maio de 1924 — 27 de abril de 1927 (2 anos, 11 meses e 26 dias)                                              | PRP | Fernando Prestes                                                                                                  | 1924 | [ 163 ] |
| 20 | Antônio Dino Bueno                                                                                                | | 27 de abril de 1927 — 14 de julho de 1927 (2 meses e 17 dias)                                                     | PRP | Nenhum | — | [ 163 ] [ 178 ]                                                                                                   |
| 21 | Júlio Prestes | | 14 de julho de 1927 — 21 de maio de 1930 (2 anos, 10 meses e 7 dias)                                              | PRP | Heitor Teixeira Penteado                                                                                          | 1927 | [ 163 ] [ 179 ]                                                                                                   |
| 22 | Heitor Teixeira Penteado                                                                                          | | 21 de maio de 1930 — 24 de outubro de 1930 (5 meses e 3 dias)                                                     | PRP | Nenhum | — | [ 163 ] [ 180 ] [ 181 ]                                                                                           |
| Segunda República (Governos Provisório e Constitucional) (24 de outubro de 1930 a 10 de novembro de 1937 - 7 anos e 17 dias) | | | | | | | |
| 23 | Hastínfilo de Moura                                                                                               | | 24 de outubro de 1930 — 28 de outubro de 1930 (4 dias)                                                            | PD | Nenhum | Revolução de 1930                                                                                                 | [ 182 ] |
| 24 | José Maria Whitaker                                                                                               | | 28 de outubro de 1930 — 4 de novembro de 1930 (7 dias)                                                            | PD | Nenhum | — | [ 183 ] [ 184 ] [ 185 ]                                                                                           |
| 25 | Plínio Barreto | | 4 de novembro de 1930 — 25 de novembro de 1930 (21 dias)                                                          | PD | Nenhum | — | [ 183 ] [ 186 ] [ 187 ]                                                                                           |
| 26 | João Alberto de Barros                                                                                            | | 25 de novembro de 1930 — 25 de julho de 1931 (8 meses)                                                            | UDR | Nenhum | — | [ 188 ] [ 189 ] [ 190 ]                                                                                           |
| 27 | Laudo de Camargo                                                                                                  | | 25 de julho de 1931 — 13 de novembro de 1931 (3 meses e 19 dias)                                                  | PP | Nenhum | — | [ 191 ] [ 192 ] [ 193 ] [ 194 ]                                                                                   |
| 28 | Manuel Rabelo | | 13 de novembro de 1931 — 7 de março de 1932 (3 meses e 23 dias)                                                   | | Nenhum | — | [ 195 ] [ 196 ] [ 194 ]                                                                                           |
| 29 | Pedro Toledo | | 7 de março de 1932 — 2 de outubro de 1932 (6 meses e 25 dias)                                                     | | Nenhum | — | [ 197 ] [ 198 ] [ 199 ] [ 200 ]                                                                                   |
| 29 | Pedro Toledo | Revolução de 1932                                                                                                 | 7 de março de 1932 — 2 de outubro de 1932 (6 meses e 25 dias)                                                     | | Nenhum | | [ 197 ] [ 198 ] [ 199 ] [ 200 ]                                                                                   |
| 30 | Herculano de Carvalho e Silva                                                                                     | | 2 de outubro de 1932 — 6 de outubro de 1932 (4 dias)                                                              | | Nenhum | — | [ 163 ] [ 201 ] [ 200 ]                                                                                           |
| 31 | Valdomiro Castilho de Lima                                                                                        | | 6 de outubro de 1932 — 27 de julho de 1933 (9 meses e 21 dias)                                                    | | Nenhum | — | [ 163 ] [ 202 ]                                                                                                   |
| 32 | Manuel Daltro Filho                                                                                               | | 27 de julho de 1933 — 21 de agosto de 1933 (25 dias)                                                              | | Nenhum | — | [ 203 ] [ 204 ]                                                                                                   |
| 33 | Armando Salles | | 21 de agosto de 1933 — 29 de dezembro de 1936 (3 anos, 4 meses e 8 dias)                                          | PCP | Nenhum | — | [ 205 ] [ 206 ]                                                                                                   |
| 33 | Armando Salles | UDB | 21 de agosto de 1933 — 29 de dezembro de 1936 (3 anos, 4 meses e 8 dias)                                          | 1935 | Nenhum | | [ 205 ] [ 206 ]                                                                                                   |
| 34 | Henrique Smith Bayma                                                                                              | | 29 de dezembro de 1936 — 5 de janeiro de 1937 (7 dias)                                                            | PCP | Nenhum | — | [ 205 ] [ 207 ] [ nota 10 ]                                                                                       |
| 35 | José Cardoso de Mello Neto                                                                                        | | 5 de janeiro de 1937 — 10 de novembro de 1937 (10 meses e 5 dias)                                                 | PCP | Nenhum | 1936 | [ 205 ] |
| Terceira República (Estado Novo) (10 de novembro de 1937 a 31 de janeiro de 1946 - 8 anos, 2 meses e 21 dias)                | | | | | | | |
| — | José Cardoso de Mello Neto                                                                                        | | 10 de novembro de 1937 — 25 de abril de 1938 (5 meses e 15 dias)                                                  | UDB | Nenhum | — | [ 206 ] |
| 36 | Francisco da Silva Jr                                                                                             | | 25 de abril de 1938 — 27 de abril de 1938 (2 dias)                                                                | Nenhum | Nenhum | — | [ 206 ] [ 208 ]                                                                                                   |
| 37 | Ademar de Barros                                                                                                  | | 27 de abril de 1938 — 4 de junho de 1941 (3 anos, 1 mês e 8 dias)                                                 | Nenhum | Nenhum | — | [ 209 ] |
| 38 | Fernando de Sousa Costa                                                                                           | | 4 de junho de 1941 — 27 de outubro de 1945 (4 anos, 4 meses e 23 dias)                                            | Nenhum | Nenhum | — | [ 210 ] [ 211 ]                                                                                                   |
| 39 | Sebastião Nogueira de Lima                                                                                        | | 27 de outubro de 1945 — 7 de novembro de 1945 (11 dias)                                                           | Nenhum | Nenhum | — | [ 210 ] [ 212 ]                                                                                                   |
| Quarta República (Populista) (31 de janeiro de 1946 a 1 de abril de 1964 - 19 anos, 2 meses e 1 dia)                         | | | | | | | |
| 40 | José Macedo Soares                                                                                                | | 7 de novembro de 1945 — 14 de março de 1947 (1 ano, 4 meses e 7 dias)                                             | PDC | Nenhum | — | [ 213 ] [ 214 ]                                                                                                   |
| 41 | Ademar de Barros                                                                                                  | | 14 de março de 1947 — 31 de janeiro de 1951 (3 anos, 10 meses e 17 dias)                                          | PSP | Luís Gonzaga Novelli Júnior                                                                                       | 1947 | [ 215 ] |
| 42 | Lucas Nogueira Garcez                                                                                             | | 31 de janeiro de 1951 — 31 de janeiro de 1955 (4 anos)                                                            | PSP | Erlindo Salzano                                                                                                   | 1950 | [ 215 ] |
| 43 | Jânio Quadros | | 31 de janeiro de 1955 — 31 de janeiro de 1959 (4 anos)                                                            | PTN | Porfírio da Paz                                                                                                   | 1954 | [ 216 ] [ 217 ]                                                                                                   |
| 44 | Carvalho Pinto | | 31 de janeiro de 1959 — 31 de janeiro de 1963 (4 anos)                                                            | PDC | Porfírio da Paz                                                                                                   | 1958 | [ 213 ] |
| 45 | Ademar de Barros                                                                                                  | | 31 de janeiro de 1963 — 1 de abril de 1964 (1 ano, 2 meses e 1 dia)                                               | PSP | Laudo Natel | 1962 | [ 215 ] |
| Quinta República (Ditadura cívico-militar) (1 de abril de 1964 a 15 de março de 1985 - 20 anos, 11 meses e 14 dias)          | | | | | | | |
| 45 | Ademar de Barros                                                                                                  | | 1 de abril de 1964 — 6 de junho de 1966 (2 anos, 2 meses e 5 dias)                                                | PSP | Laudo Natel | — | [ 215 ] [ 218 ]                                                                                                   |
| 46 | Laudo Natel | | 6 de junho de 1966 — 31 de janeiro de 1967 (7 meses e 25 dias)                                                    | ARENA | Nenhum | — | [ 219 ] [ 218 ]                                                                                                   |
| 47 | Roberto Abreu Sodré                                                                                               | | 31 de janeiro de 1967 — 15 de março de 1971 (4 anos, 1 mês e 12 dias)                                             | ARENA | Hilário Torloni                                                                                                   | 1966 | [ 219 ] [ 220 ]                                                                                                   |
| 48 | Laudo Natel | | 15 de março de 1971 — 15 de março de 1975 (4 anos)                                                                | ARENA | Antônio José Rodigues Filho                                                                                       | 1970 | [ 219 ] [ 221 ]                                                                                                   |
| 49 | Paulo Egydio Martins                                                                                              | | 15 de março de 1975 — 15 de março de 1979 (4 anos)                                                                | ARENA | Ferreira Filho | 1974 | [ 219 ] [ 222 ]                                                                                                   |
| 50 | Paulo Maluf | | 15 de março de 1979 — 14 de maio de 1982 (3 anos, 1 mês e 29 dias)                                                | PDS | José Maria Marin                                                                                                  | 1978 | [ 223 ] [ 224 ] [ 225 ]                                                                                           |
| 51 | José Maria Marin                                                                                                  | | 14 de maio de 1982 — 15 de março de 1983 (10 meses e 1 dia)                                                       | PDS | Nenhum | — | [ 225 ] [ 223 ]                                                                                                   |
| 52 | Franco Montoro | | 15 de março de 1983 — 15 de março de 1985 (2 anos)                                                                | PMDB | Orestes Quércia                                                                                                   | 1982 | [ 226 ] [ 227 ] [ 228 ]                                                                                           |
| Sexta República (Nova República) (15 de março de 1985 a atualidade - 40 anos, 4 meses e 26 dias)                             | | | | | | | |
| 52 | Franco Montoro | | 15 de março de 1985 — 15 de março de 1987 (2 anos)                                                                | PMDB | Orestes Quércia                                                                                                   | — | [ 226 ] [ 227 ] [ 228 ]                                                                                           |
| 53 | Orestes Quércia                                                                                                   | | 15 de março de 1987 — 15 de março de 1991 (4 anos)                                                                | PMDB | Almino Monteiro Álvares Afonso                                                                                    | 1986 | [ 226 ] [ 229 ] [ 230 ]                                                                                           |
| 53 | Orestes Quércia                                                                                                   | Nenhum | 15 de março de 1987 — 15 de março de 1991 (4 anos)                                                                | PMDB | | 1986 | [ 226 ] [ 229 ] [ 230 ]                                                                                           |
| 54 | Luiz Antônio Fleury Filho                                                                                         | | 15 de março de 1991 — 1 de janeiro de 1995 (3 anos, 9 meses e 17 dias)                                            | PMDB | Aloysio Nunes | 1990 | [ 231 ] [ 232 ] [ 226 ]                                                                                           |
| 55 | Mário Covas | | 1 de janeiro de 1995 — 6 de março de 2001 (6 anos, 2 meses e 5 dias)                                              | PSDB | Geraldo Alckmin                                                                                                   | 1994 | [ 233 ] [ 234 ] [ 235 ] [ 236 ] [ 237 ]                                                                           |
| 55 | Mário Covas | 1998 | 1 de janeiro de 1995 — 6 de março de 2001 (6 anos, 2 meses e 5 dias)                                              | PSDB | Geraldo Alckmin                                                                                                   | | [ 233 ] [ 234 ] [ 235 ] [ 236 ] [ 237 ]                                                                           |
| 56 | Geraldo Alckmin                                                                                                   | | 6 de março de 2001 — 31 de março de 2006 (5 anos e 25 dias)                                                       | PSDB | Nenhum | — | [ 238 ] [ 239 ]                                                                                                   |
| — | Geraldo Alckmin                                                                                                   | Cláudio Lembo | 6 de março de 2001 — 31 de março de 2006 (5 anos e 25 dias)                                                       | PSDB | 2002 | | [ 238 ] [ 239 ]                                                                                                   |
| 57 | Cláudio Lembo | | 31 de março de 2006 — 1 de janeiro de 2007 (9 meses e 1 dia)                                                      | PFL | Nenhum | — | [ 240 ] [ 241 ] [ 242 ]                                                                                           |
| 58 | José Serra | | 1 de janeiro de 2007 — 2 de abril de 2010 (3 anos, 3 meses e 1 dia)                                               | PSDB | Alberto Goldman                                                                                                   | 2006 | [ 243 ] [ 244 ]                                                                                                   |
| 59 | Alberto Goldman                                                                                                   | | 2 de abril de 2010 — 1 de janeiro de 2011 (8 meses e 30 dias)                                                     | PSDB | Nenhum | — | [ 245 ] |
| 60 | Geraldo Alckmin                                                                                                   | | 1 de janeiro de 2011 — 6 de abril de 2018 (7 anos, 3 meses e 5 dias)                                              | PSDB | Guilherme Afif Domingos                                                                                           | 2010 | [ 2 ] [ 246 ] [ 247 ]                                                                                             |
| 60 | Geraldo Alckmin                                                                                                   | Márcio França | 1 de janeiro de 2011 — 6 de abril de 2018 (7 anos, 3 meses e 5 dias)                                              | PSDB | 2014 | | [ 2 ] [ 246 ] [ 247 ]                                                                                             |
| 61 | Márcio França | | 6 de abril de 2018 — 1 de janeiro de 2019 (8 meses e 26 dias)                                                     | PSB | Nenhum | — | [ 248 ] [ 249 ]                                                                                                   |
| 62 | João Doria | | 1 de janeiro de 2019 — 1 de abril de 2022 (3 anos e 3 meses)                                                      | PSDB | Rodrigo Garcia | 2018 | [ 250 ] [ 251 ]                                                                                                   |
| 63 | Rodrigo Garcia | | 1 de abril de 2022 — 1 de janeiro de 2023 (9 meses)                                                               | PSDB | Nenhum | — | [ 252 ] |
| 64 | Tarcísio de Freitas                                                                                               | | 1 de janeiro de 2023 a atualidade (2 anos, 7 meses e 9 dias)                                                      | Republicanos | Felicio Ramuth | 2022 | [ 253 ] |

## Ex-governadores vivos

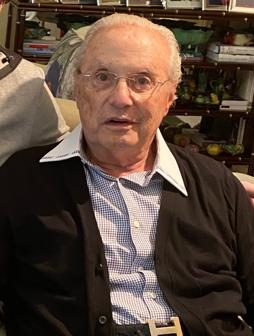
Paulo Maluf Nasceu em: 3  de setembro de 1931 (93 anos)
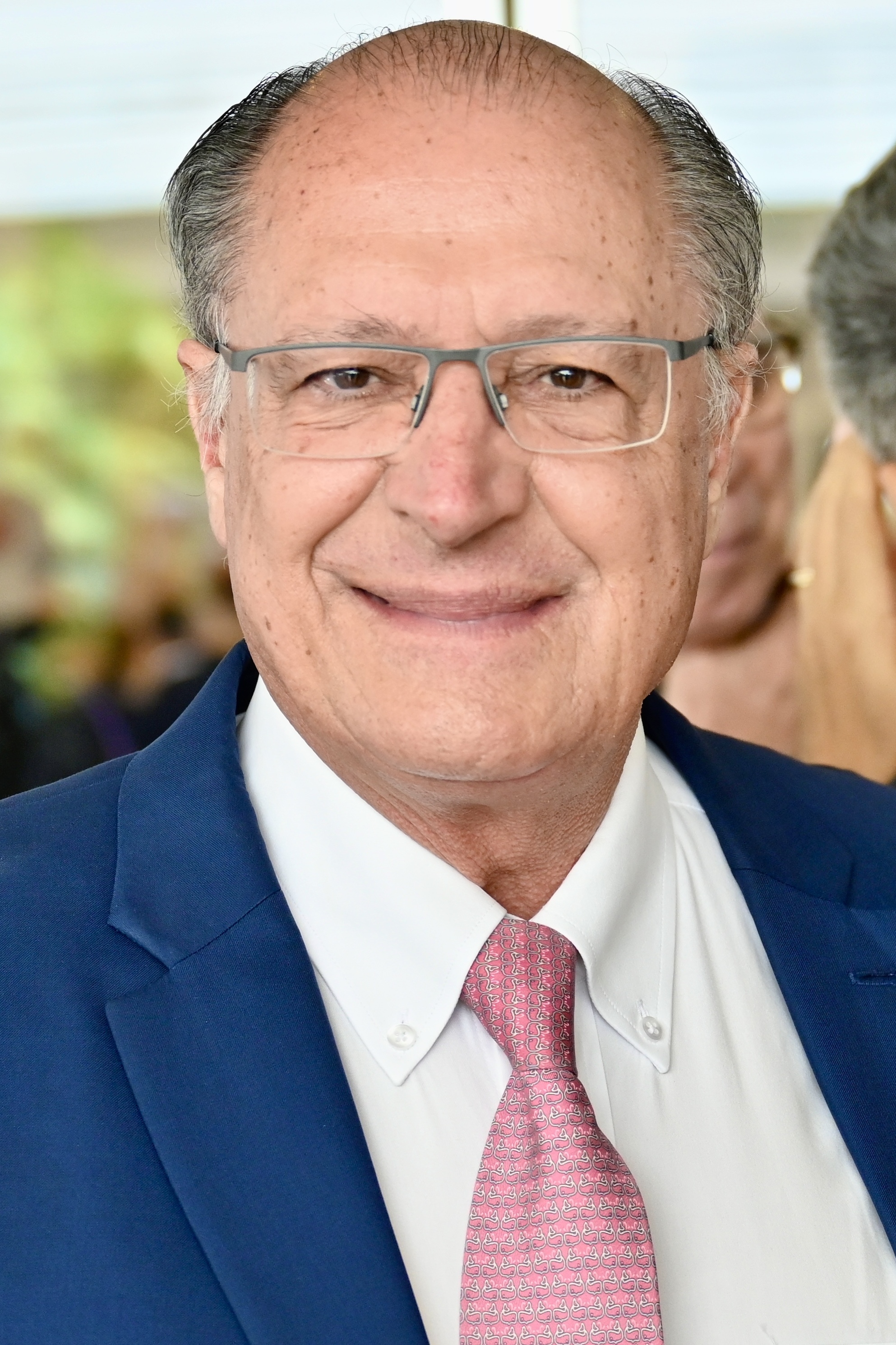
Geraldo Alckmin Nasceu em: 7  de novembro de 1952 (72 anos)
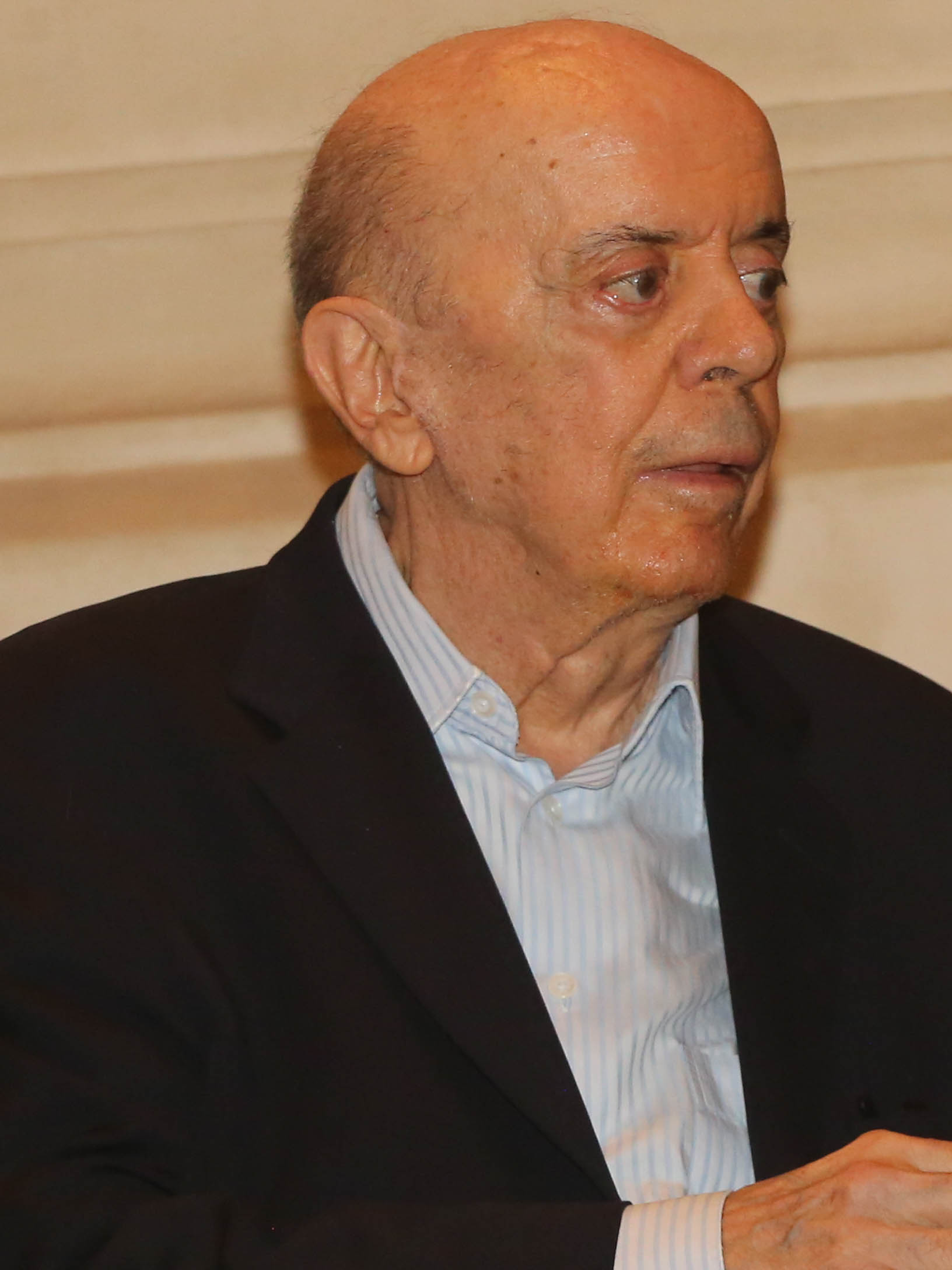
José Serra Nasceu em: 19  de março de 1942 (83 anos)
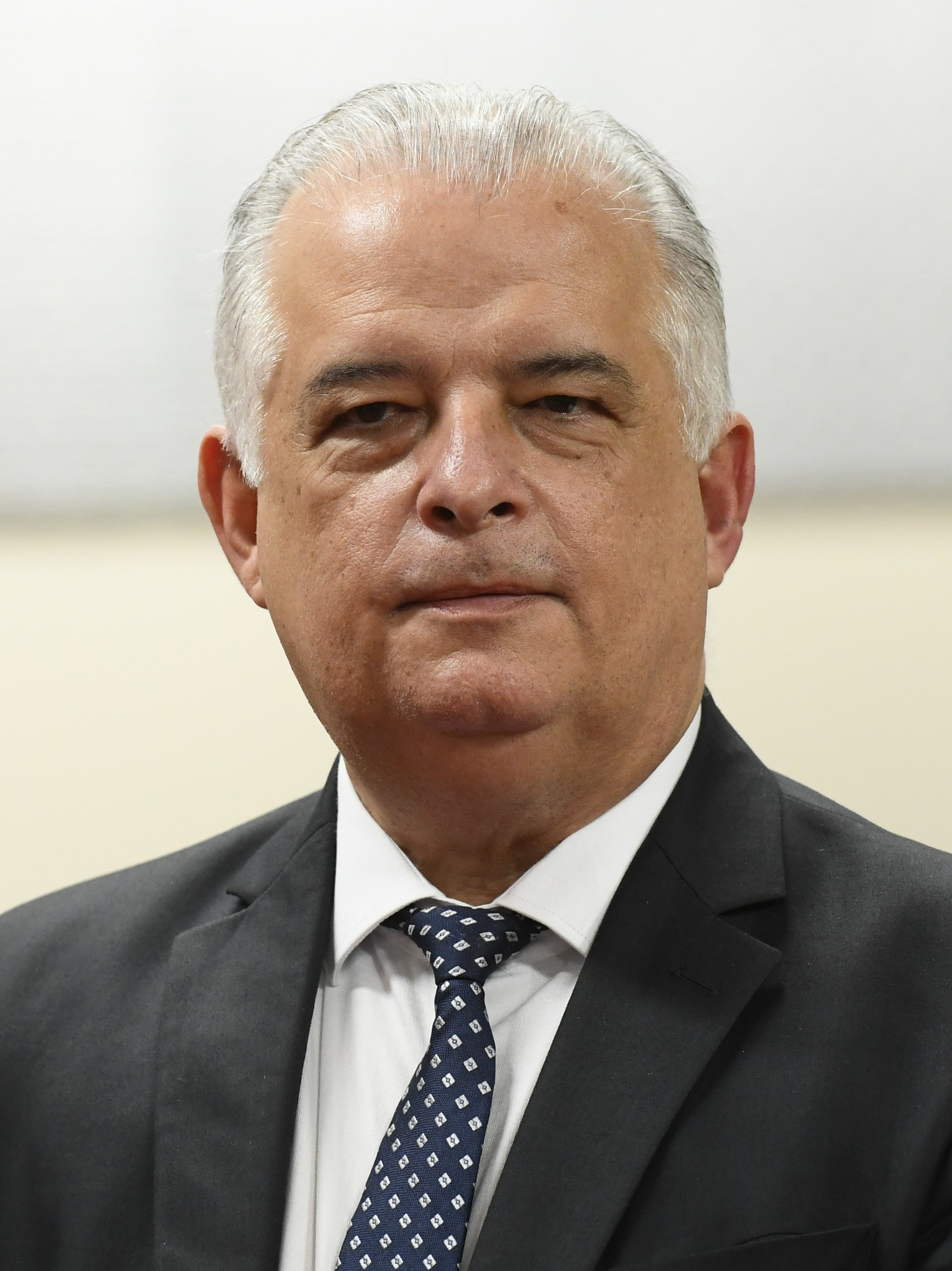
Márcio França Nasceu em: 23  de junho de 1963 (62 anos)
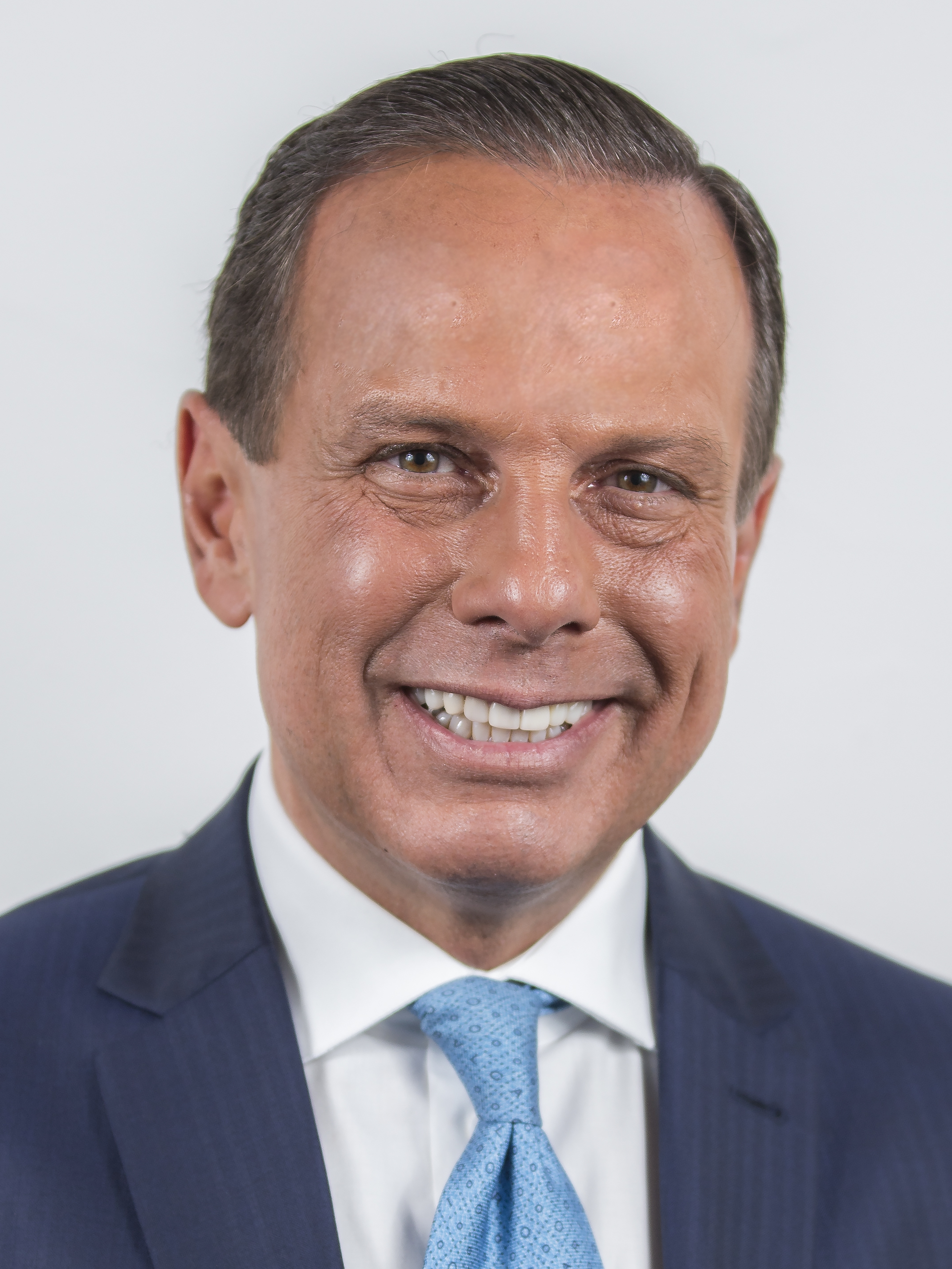
João Doria Nasceu em: 16  de dezembro de 1957 (67 anos)
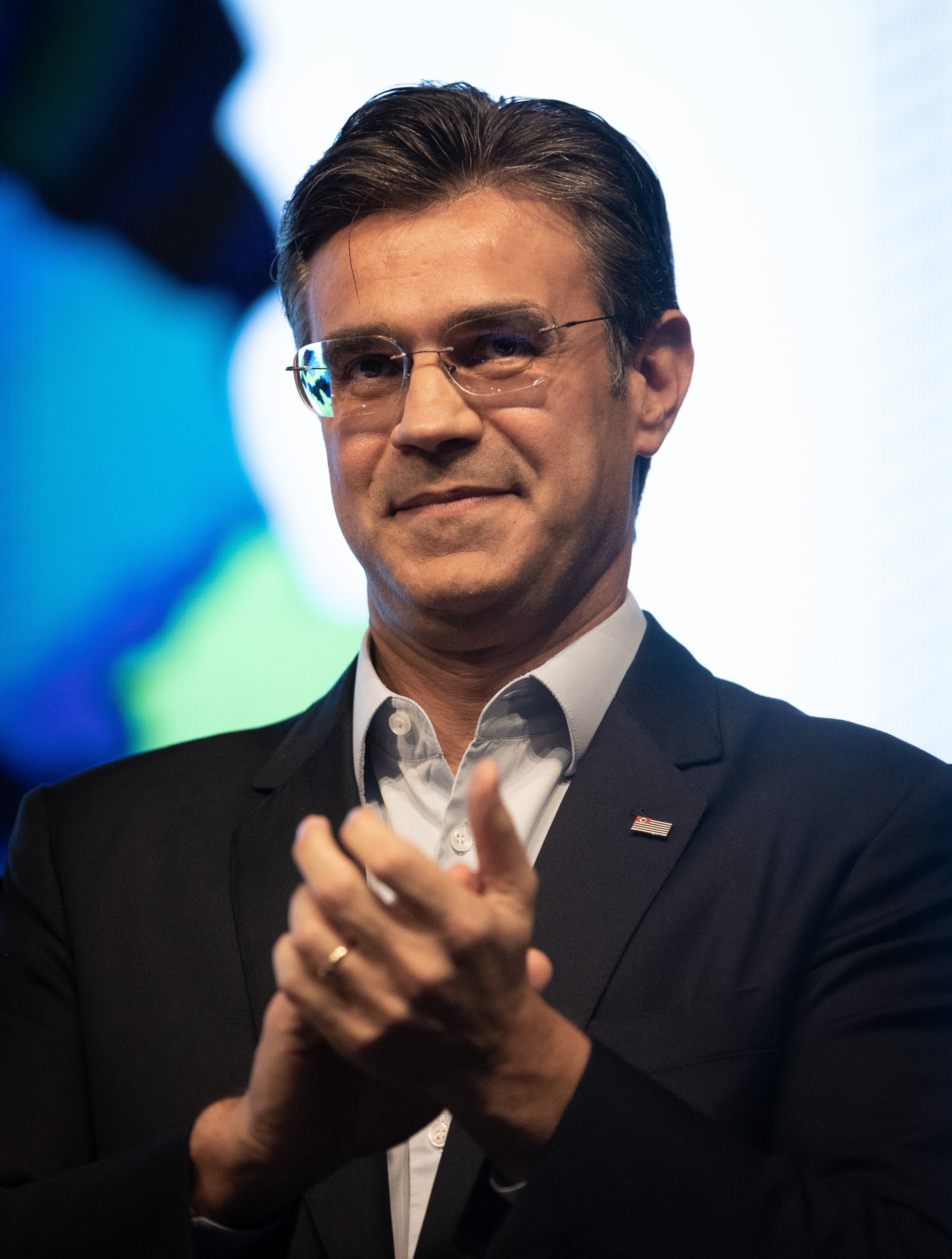
Rodrigo Garcia Nasceu em: 10  de maio de 1974 (51 anos)

## Mandatos por partido
| P  | Partido                                 | Quantidade |
| -- | --------------------------------------- | ---------- |
| 1  | Partido Liberal                         | 47 / 128   |
| 2  | Partido Conservador                     | 44 / 128   |
| 3  | Sem partido                             | 30 / 128   |
| 4  | Partido Republicano Paulista            | 26 / 128   |
| 5  | Partido da Social Democracia Brasileira | 7 / 128    |
| 6  | Liga Progressista                       | 5 / 128    |
| 6  | Partido Moderado                        | 5 / 128    |
| 7  | Aliança Renovadora Nacional             | 4 / 128    |
| 8  | Movimento Democrático Brasileiro        | 3 / 128    |
| 8  | Partido Progressista                    | 3 / 128    |
| 8  | Partido Social Progressista             | 3 / 138    |
| 8  | Partido Constitucionalista de São Paulo | 3 / 128    |
| 8  | Partido Democrático                     | 3 / 128    |
| 9  | Partido Democrático Social              | 2 / 128    |
| 9  | União Democrática Brasileira            | 2 / 128    |
| 9  | Partido Regressista                     | 2 / 128    |
| 10 | Republicanos                            | 1 / 128    |
| 10 | Partido Socialista Brasileiro           | 1 / 128    |
| 10 | Partido da Frente Liberal               | 1 / 128    |
| 10 | Partido Trabalhista Nacional            | 1 / 128    |
| 10 | Partido Liberal Paulista                | 1 / 128    |
| 10 | União Democrática Republicana           | 1 / 128    |

## Linha do tempo
- Nota: A linha do tempo pode apresentar problemas para ser exibida em dispositivos móveis. Sua mais recente edição pode ser encontrada nesta imagem.